# 植物相

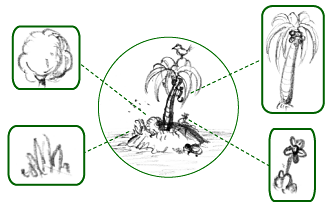
一つの島の植物相を簡素化したもの。ボックスの中にはすべての植物分類種が描かれている

植物学において植物相（フローラ flora。複数形 floras または florae ）は、ある地域もしくは時代における全ての植物の種の総体を意味し、とくに自生の植物あるいは在来種の植物である。Flora のもうひとつの意味は、特定地域、あるいは時代区分における植物種の記載を行った書物またはそれに類する記録で、日本語では植物誌を充てる。両者とも、英語の読みそのままにフローラと言うこともある。
フロラという語はローマ神話の花の女神のラテン名である。動物でこれに対応するのは fauna（動物相または動物誌）である。生物の分類学や生態学では植物相と動物相および菌類などその他の生物群をあわせて集合的に生物相とよぶ。

## 植物相の分類
地域・時代・環境の特徴・気候により、植物は各種の植物相にグループ化される。たとえば山岳地帯や低地など地理的区分が変わると、自生する植物には違いが生じる。植物相は化石植物相 fossil floraにみられるような歴史時代の植物界をも意味しうる。植物相は環境の特徴により細分化される。
- 在来植物相: ある時代に自生する在来種の植物相
- 農業・園芸植物相: 人為的に栽培された植物
- 雑草植物相: この分類は、伝統的にはその存在が好ましくなく、雑草を管理するか一掃する研究がされたような植物に適用されたものである。今日では人為的選別が植物界の分類に用いられることは少なくなった。これは以下の理由による。まず、そのような群は次のように三群を含んでいる。雑草種・侵入種（雑草性であるなしにかかわらず）・在来種と外来種のうち農業に向かない非雑草種。自生植物の多くがかつて雑草と思われていたが、それらが生態系の維持に重要であることがわかってきた。

細菌相は植物相の中に組み入れられることもあるが、別々に扱われることもある。

## 植物区系

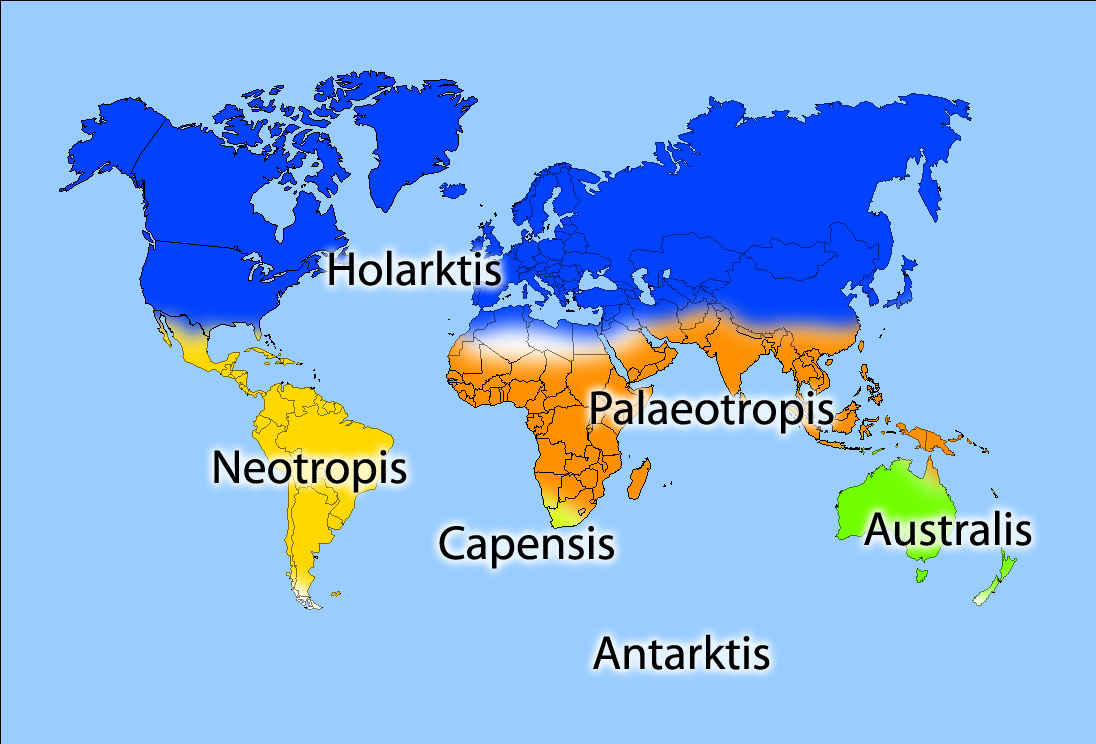
植物区系界

植物相ごとの地理的区分を植物区系 (phytochorion, floristic region) と呼ぶ。その最大区分は植物区系界 (floristic kingdom) と呼ばれ、世界を6つの地区に区分する。区系界の下位区分として区系区 (region)、さらにその下に地方 (province) が置かれる。
- 全北植物区系界 Holarctic Kingdom
- 旧熱帯植物区系界 Paleotropical Kingdom
- 新熱帯植物区系界 Neotropical Kingdom
- オーストラリア植物区系界 Australian Kingdom
- ケープ植物区系界 South African Kingdom
- 南極植物区系界 Antarctic Kingdom